# Алехо Манцісідор
Алехо Манцісідор (ісп. Alejo Mancisidor; нар. 31 липня 1970) — колишній іспанський тенісист.
Найвищу одиночну позицію світового рейтингу — 120 місце досяг 27 лютого 1995, парну — 433 місце — 13 червня 1994 року.

## Титули на челленджерах

### Одиночний розряд: (2)
| Ранг | Рік  | Турнір                                | Покриття | Суперник          | Рахунок       |
| ---- | ---- | ------------------------------------- | -------- | ----------------- | ------------- |
| 1.   | 1994 | Бронкс, США                           | Тверде   | Кріс Вудруфф      | 6–2, 6–4      |
| 2.   | 1994 | Натал (Ріу-Гранді-ду-Норті), Бразилія | Ґрунт    | Фернандо Мелігені | 6–3, 3–6, 7–5 |